# 1903 v loďstvech
Tento článek obsahuje významné události v oblasti loďstev v roce 1903.

## Události
- 22. března – Kuba pronajala na neomezeně dlouhou dobu USA přístavy Guantánamo a Bahía Honda, kde si Američané zřídili námořní základny.
- 11. července – Konal se první závod motorových člunů na světě. Místem konání byla 13,6 km dlouhá trať vedoucí z Corku do Glamire podél pobřeží Irska.
- 15. prosince – Norsko zakázalo na deset let lov velryb v pobřežních vodách.

## Lodě vstoupivší do služby
- 1903 –  Dupleix – pancéřový křižník třídy Dupleix

- 1903 –  Marseillaise a Sully – pancéřové křižníky třídy Gloire

- únor –  HMS Russell – bitevní loď třídy Duncan

- 21. února –  SMS Basilisk – minonoska (samostatná jednotka)

- 14. dubna –  USS Lawrence (DD-8) – torpédoborec třídy Lawrence

- květen –  HMS Exmouth – bitevní loď třídy Duncan

- 20. května –  USS Hull (DD-7) – torpédoborec třídy Hopkins

- 25. května –  SMS Mecklenburg – predreadnought třídy Wittelsbach

- 15. června –  SMS Árpád – predreadnought třídy Habsburg

- 1. září –  Gueydon – pancéřový křižník třídy Gueydon

- 3. září  Cesarevič – predreadnought (samostatná jednotka)

- 5. září –  USS MacDonough (DD-9) – torpédoborec třídy Lawrence

- 23. září –  USS Hopkins (DD-6) – torpédoborec třídy Hopkins

- říjen –  Suffren – predreadnought

- říjen –  HMS Duncan a HMS Montagu – bitevní loď třídy Duncan

- listopad –  HMS Albemarle – bitevní loď třídy Duncan

- 2. listopadu –  USS Cleveland (C-19) – chráněný křižník třídy Denver

- 1. prosince –  Missouri – predreadnought třídy Maine

- 12. prosince –  SMS Friedrich Carl – pancéřový křižník třídy Prinz Adalbert

- 14. prosince –  USS Paul Jones (DD-10) – torpédoborec třídy Bainbridge

- 17. prosince –  USS Stewart (DD-13) – torpédoborec třídy Bainbridge